# Murdoc Niccals
Murdoc Niccals (Stoke-on-Trent, 6. lipnja 1966.) je virtualni glazbenik, član virtualnog sastava Gorillaz. Svira bas-gitaru i on je samoproglašeni vođa grupe. Njega, kao i ostale članova sastava, su osmislili Damon Albarn i Jamie Hewlett.

## Osobnost lika
Murdoc je izbačen iz očeve kuće u sirotište i imao je veoma nasilno djetinjstvo-zbog svega toga mnogi smatraju da su njegove mnoge ovisnosti i njegovo nasilno ponašanje rezultat toga.
Njegov otac, Sebastian Jacob Niccals (ili Jacob Sebastian Niccals) bio je okorjeli pijanac koji je često verbalno zlostavljao i iskorištavao svoje sinove. 
Nitko ustvari ne zna ko je Murdocova majka, ali većina misli da ga je rodila žena u mentalnoj ustanovi za psihički nestabilne osobe.